# Nathalie Gontcharova
Pour les articles homonymes, voir Natalia Gontcharova.
Natalia Sergueïevna Gontcharova (en russe : Наталья Сергеевна Гончарова), née le 4 juin 1881 à Ladyjino (gouvernement de Toula) et morte le 17 octobre 1962 à Paris 9e, est une peintre, dessinatrice et décoratrice de théâtre d'origine russe naturalisée française en 1939 sous le nom de Nathalie Gontcharoff.
Elle est aussi l'arrière-petite-nièce de Natalia Nikolaïevna Gontcharova, l'épouse du poète russe Alexandre Pouchkine.

## Biographie
Natalia Sergueïevna Gontcharova naît en 1881 dans une famille de la petite noblesse russe, assez fortunée. Elle passe son enfance dans la campagne de la région de Toula, où elle côtoie les fabriques de tissus traditionnels de la région, le monde rural, les danses paysannes, les travaux des champs, ou encore les icônes traditionnelles russes, souvenirs d'enfance qui l'inspireront toute sa vie,. 
En 1901, à Moscou, elle étudie la sculpture chez F. Volnoukhine et Paul Troubetzkoy (disciple de d'Auguste Rodin), et la peinture chez Constantin Korovine. Elle abandonne la sculpture en 1904 et se consacre à la peinture après sa rencontre avec Michel Larionov qui sera le compagnon de toute sa vie. « Tout au long de leur vie commune, ils s’influenceront mutuellement et collaboreront longtemps. Néanmoins les œuvres de Natalia Gontcharova se distinguent de celles de son mari par leur profusion de couleurs vives ».
Après un passage de l'impressionnisme au cubisme, son néo-primitivisme est, à partir de 1907, influencé par l'icône, l'imagerie populaire russe (loubok), les chromos, l'enseigne artisanale. Les thèmes chrétiens et, plus généralement, religieux ou d'inspiration paysanne dominent alors son œuvre. Elle participe en 1906 à l'exposition d'art russe organisée au Salon d'automne, à Paris, par Serge de Diaghilev. En décembre 1909, lors de la troisième exposition de la Toison d'Or, Larionov et Gontcharova lancent le néo-primitivisme. En décembre 1910, elle participe avec Larionov à la première exposition moscovite du Valet de Carreau.
Dès 1911, elle participe au mouvement futuriste (livre-objet) 1912-1915, puis à la création du rayonnisme en 1912-1913, mouvement non-figuratif. 
En 1912, elle et Larinonov rejettent le groupe Valet de carreau, lui reprochant son asservissement à la peinture française, alors que le couple prône une inspiration davantage tournée vers l’art populaire russe. C’est pourquoi, en 1912, elle crée avec son mari le mouvement Queue d’âne, inspiré du néo-primitivisme russe et oriental.
Toujours en 1912, elle expose pour Le Cavalier bleu à Munich et en 1913 à la galerie Der Sturm à Berlin. Cette même année 1913, une grande rétrospective lui est consacrée à Moscou, dont le catalogue s'élève à près de 700 numéros, puis, en 1914, une exposition personnelle, au bureau artistique de Mme Dobytchina à Saint-Pétersbourg ; elle y montre ses derniers travaux rayonnistes. 
Elle est présentée en 1914 au Salon des indépendants à Paris, aux côtés de Michel Larionov, Alexandra Exter et Georges Yacoulov, grâce à l'appui des époux Sonia Delaunay et Robert Delaunay, sollicités par Exter.
C'est aussi en 1914 qu'elle produit la série des lithographies intitulée Images mystiques de la guerre. En 1914, elle réalise les décors du Coq d'or de Rimski-Korsakov pour les Ballets russes et expose avec Larionov à la galerie Paul Guillaume (préface du catalogue Guillaume Apollinaire). Elle devient alors membre de l'association Mir Iskousstva.
En juin 1915, elle quitte définitivement la Russie et réside pendant deux ans en Suisse. En 1917, elle accompagne la troupe de Diaghilev en tournée en Espagne, et en Italie, et s'installe avec Larionov à Paris en 1918. Elle obtient la nationalité française en 1939.
Dans les années 1920, elle est un des principaux peintres des Ballets russes de Diaghilev et conçoit notamment les décors pour Les Noces de Stravinsky. Elle travaille aussi pour Ida Rubinstein, les Ballets russes de Monte-Carlo. La même année, elle participe à l'Exposition internationale d'art moderne à Genève. 
De nombreuses expositions lui sont consacrées : galerie Barbazanges en 1919, galerie Sauvage en 1928. Peintre de l'École de Paris, elle est aussi membre du Salon d'automne depuis 1921, et elle participe régulièrement au Salon des Tuileries et au Salon des indépendants. En 1937, Le Coq d'or est monté à nouveau à Londres ; elle supervise à nouveau les costumes et les décors. 
La guerre et l'après-guerre sont une période de grande pauvreté et d'oubli pour Gontcharova et Larionov et il faut attendre 1954 pour qu'à l'occasion des grandes rétrospectives Serge de Diaghilev à Londres, on recommence à parler d'eux. Ils se marient en 1955.
Une grande rétrospective de l'œuvre de Larionov et de Goncharova est organisée à Londres par le Conseil d'art de Grande-Bretagne en 1961. Le musée d'art moderne de la ville de Paris lui consacre également, ainsi qu'à Larionov, une rétrospective, après sa mort,. 
En 2019, le Tate Modern à Londres organise pour la première fois la première rétrospective uniquement sur Natalia Gontcharova,.
Elle est inhumée au cimetière parisien d'Ivry.

## Œuvres

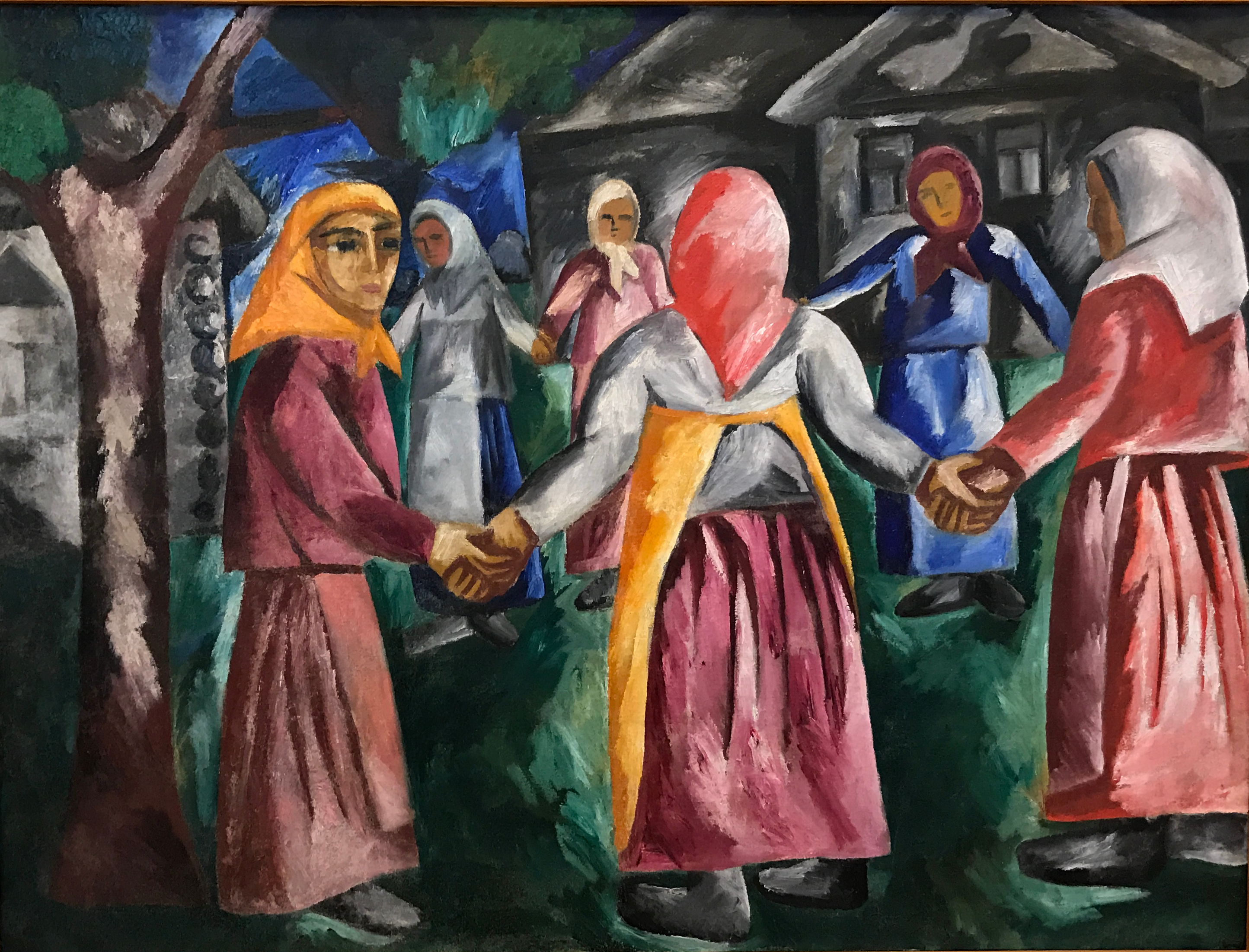
La Ronde, 1910.
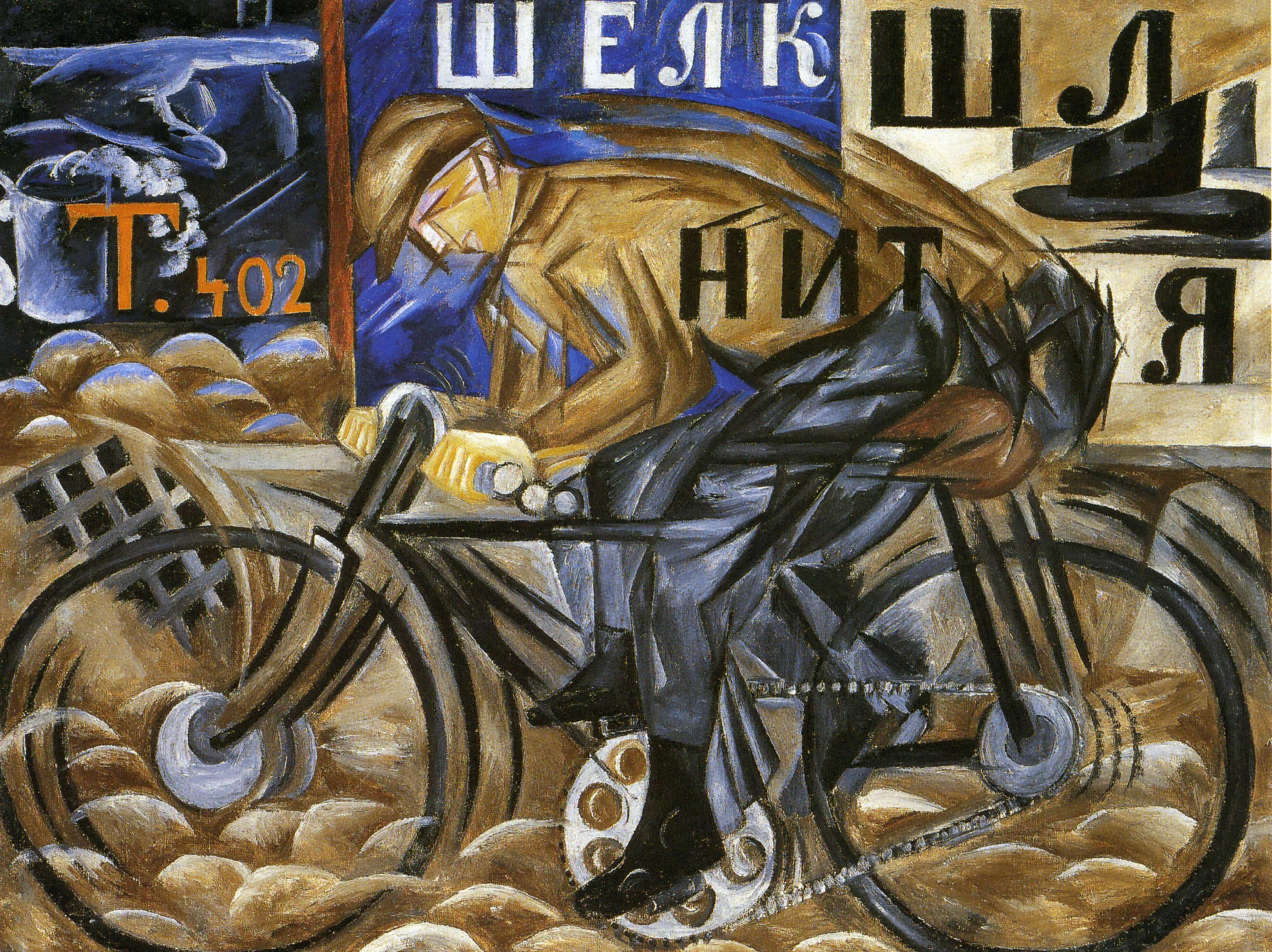
Le Cycliste, Musée russe, Saint-Pétersbourg, 1913.
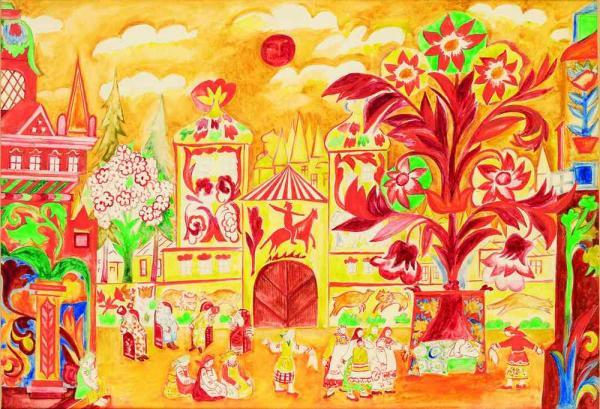
Décor de scène. Le Coq d'or, Acte I, McNay Museum, San Antonio (TX), États-Unis, 1913.

- 1908 : Nature morte à la peau de tigre, au musée Ludwig, à Cologne.
- 1908-1909 :  Les lutteurs, au Centre Pompidou, à Paris.
- 1911 :
  - Lavandières, au musée Russe, à Saint-Pétersbourg.
  - Paysans (du polyptyque Les Vendanges), au Musée Russe, à Saint-Pétersbourg.
  - Portrait de Mikhail Larionovl et de son ordonnance, au musée Russe, à Saint-Pétersbourg.
  - Fumeur, au musée Russe, à Saint-Pétersbourg.
  - Femme noire nue, au musée Russe, à Saint-Pétersbourg.
- 1912 : Usines. Futurisme, au musée Russe, à Saint-Pétersbourg.
- 1913 :
  - Portrait de Larionov, au musée Ludwig, à Cologne.
  - Les chats, au Guggenheim museum, à New York
  - La Lampe électrique, au musée national d'Art moderne, à Paris
- 1916 : Vendeuse d'oranges, au musée Ludwig, à Cologne.

## Hommages
- Un cratère vénusien, Goncharova, est ainsi nommé en son honneur[12].

### Archives
- Fonds : Michel Larionov et Natalia Gontcharova. (1914-1962) [archives écrites et photographiques, documents imprimés.].  Cote : LAR. Paris : Bibliothèque Kandinsky, Centre Pompidou (présentation en ligne).